# Stazione di Gajwa
La stazione di Gajwa (가좌역 - 加佐譯, Gajwa-yeok ) è una stazione ferroviaria di Seul, in Corea del Sud, che si trova nel distretto di Seodaemun-gu. Presso la stazione passa la linea Gyeongui della Korail, e fermano solo i treni locali.

## Storia
La stazione aprì nel 1930 come posto di movimento lungo la linea Gyeongui, e dal 1963 divenne stazione non presenziata, per essere promossa quindi a stazione presenziata nel 1969, e nel 1976 venne completato il nuovo fabbricato viaggiatori. Di seguito viene riportata la cronologia degli ultimi anni:
- 2005: rimozione dei binari di superficie e inizio dei lavori per la realizzazione della linea Yongsan
- 2007: durante i lavori, si verifica una grande voragine di 50 metri di lunghezza, 30 di larghezza e 50 di profondità causando diversi disagi al traffico ferroviario locale.[1]
- 2009: Apertura della ferrovia suburbana Gyeongui fra la stazione di Digital Media City e Munsan. Alcuni treni (uno all'ora) proseguono verso Seul via Gajwa.
- 20 agosto 2012: si verifica uno scontro fra treni nell'ambito dei lavori in sotterranea
- 15 dicembre 2012: apertura della stazione sotterranea di Gajwa

## Linee e servizi
Korail
■ Linea Gyeongui (Codice: K315)
■ Linea Yongsan (Codice: K315) (facente parte del servizio suburbano della linea Gyeongui)

## Struttura
La stazione è dotata di due sezioni, una con due binari in superficie (1 e 2) per la linea Gyeongui diretta alla stazione di Seul (1 treno all'ora), e due in sotterranea (3 e 4) per la linea Gyeongui via linea Yongsan diretta alla stazione di Gongdeok con una media di 3 treni all'ora.
Binari di superficie
| 1 | ■ Linea Gyeongui | per Sinchon e Seul                                                 |
| 2 | ■ Linea Gyeongui | per Digital Media City, Ilsan e Munsan (treni provenienti da Seul) |

Binari sotterranei
| 3 | ■ Linea Gyeongui | per Hongdae-ipgu e Gongdeok                                        |
| 4 | ■ Linea Gyeongui | per Digital Media City, Ilsan e Munsan (treni provenienti da Seul) |

## Stazioni adiacenti
| «                                     | Servizio                  | »                         |
| Linea Gyeongui (per Seul)             | Linea Gyeongui (per Seul) | Linea Gyeongui (per Seul) |
| ------------------------------------- | ------------------------- | ------------------------- |
| Sinchon                               | Locale                    | Digital Media City        |
| Transito                              | Espresso B                | Transito                  |
| Linea Gyeongui (per Gongdeok/Yongsan) |                           |                           |
| Hongdae-ipgu                          | Locale                    | Digital Media City        |
| Transito                              | Espresso A                | Transito                  |